# Regroupement des institutions muséales de la Chaudière-Appalaches
 (août 2022).
Si vous disposez d'ouvrages ou d'articles de référence ou si vous connaissez des sites web de qualité traitant du thème abordé ici, merci de compléter l'article en donnant les références utiles à sa vérifiabilité et en les liant à la section « Notes et références ».
Le Regroupement des institutions muséales de la Chaudière-Appalaches (RIMCA) est né, en 2002, de la volonté de quelques musées de se regrouper pour former un regroupement d’attraits culturels et ainsi mieux faire connaître l'histoire, les coutumes, la nature, les gens et les réussites de la région.  Au départ, c’est sous le thème   « Un air de famille » que le RIMCA s'est fait connaître. Le concept de base était d’associer les musées à des personnages historiques marquants.  En 2004, symbolisant la région de la Chaudière-Appalaches, l’accès à la culture ainsi que le dynamisme de ses membres, le logo du RIMCA nait.  
Pour la saison estivale 2008, le RIMCA souhaite faire découvrir à ses visiteurs les plus beaux villages du Québec grâce à la carte-affiche faite avec la collaboration de l'Association touristique régionale de la Chaudière-appalaches et le Ministère de la Culture, des Communications et de la Condition féminine. 

## Les membres actuels du Regroupement des institutions muséales de la Chaudière-Appalaches
En 2008, 19 institutions muséales sont membres du Regroupement des institutions muséales de la Chaudière-Appalaches.
- Le Domaine Joly-De Lotbinière;
- La maison Alphonse-Desjardins;
- La société Héritage Kinnear's Mills;
- Le presbytère de Saint-Nicolas;
- La galerie Louise-Carrier;
- Les chantiers maritimes A. C. Davie;
- Les Forts-de-Lévis (Lieu historique national du Canada);
- Le musée minéralogique et minier de Thetford Mines;
- La Maison J. A. Vachon;
- Le musée Marius-Barbeau;
- Le Village des Défricheurs;
- Le Musée de l'Or du ranch Massif du Sud;
- Grosse-Île-et-le-Mémorial-des-Irlandais (Lieu historique national du Canada);
- Le Musée de l'Accordéon;
- La maison sir Étienne-Paschal-Taché (Lieu historique national du Canada);
- Le Musée maritime du Québec;
- Le Musée des Anciens Canadiens;
- La Seigneurie des Aulnaies;
- Le L'Épopée de la Moto.